# Индустријска зона (Милано)
Индустријска зона је насеље у Италији у округу Милано, региону Ломбардија.
Према процени из 2011. у насељу је живело 179 становника. Насеље се налази на надморској висини од 145 м.